# Mihkel Jürna
Mihkel Jürna (* 5. Septemberjul. / 17. September 1899greg. in Soonuka, Kreis Lääne-Viru; † 5. Dezember 1972 in Tallinn) war ein estnischer Schriftsteller, Übersetzer und Literaturfunktionär.

## Leben
Jürna ging in Kiltsi und Väike-Maarja zur Schule und besuchte von 1917 bis 1923 das Hugo-Treffner-Gymnasium in Tartu. Anschließend studierte er drei Jahre an der Universität Tartu Rechtswissenschaft, ohne jedoch einen Abschluss zu machen. Auch eine spätere Immatrikulation als Medizinstudent an derselben Universität (1934–1937) führte nicht zu einem Abschluss.
Von 1930 bis 1940 war er Sekretär des Estnischen Schriftstellerverbandes. Nach der Sowjetisierung Estlands beteiligte er sich aktiv an der kommunistischen Umgestaltung des literarischen Lebens und gehörte der Kommission an, die für die Aussonderung und Vernichtung von Büchern aus den öffentlichen Bibliotheken verantwortlich war.
Während des Zweiten Weltkriegs lebt er im sowjetischen Hinterland und war in Leningrad Redakteur für estnische Radiosendungen. Nach dem Krieg war er kurz im staatlichen Verlagswesen Estlands aktiv, außerdem war er Abgeordneter im Obersten Sowjet der ESSR. Ab 1947 lebte er als Übersetzer in Tallinn, wo er auch starb.

## Werk
Jürna debütierte 1921 mit Gedichten und einem expressionistischen Dramafragment, das in der Zeitschrift Ilo erschien. 1925 trat er gemeinsam mit Juhan Sütiste (Johannes Schütz) und Erni Hiir mit den beiden Almanachen Sang (Griff) und Bumerang an die Öffentlichkeit. In ihnen war aber nur eine allgemeine Protesthaltung gegen das literarische Establishment spürbar, inhaltlich gelingt es ihnen nicht, „das ziemlich schwammige Oppositionsniveau zu verlassen und zu irgendeinem fest umrissenen Programm zu kommen.“
Ab 1926 erschienen Jürnas Novellen in der Zeitschrift Looming, und 1927 erschien sein erstes Novellenband. Gleichzeitig begann er als Übersetzer aus dem Englischen mit einer Übertragung von William Shakespeares King Lear. Später ist Jürna vor allem als Übersetzer russischer Literatur in Erscheinung getreten.
Seine Novellen trugen anfangs expressionistische Züge. Später finden sich groteske oder satirische Elemente. Von Jürna ist nichts ins Deutsche übersetzt worden, aber eine seiner Novellen wurde 1937 in eine französischsprachige Übersetzungsanthologie aufgenommen.

## Bücher
- Tavalised ('Die Gewöhnlichen'. Novellen. Tartu: Noor-Eesti 1927. 160 S.)
- Üks armastus ('Eine Liebe'. Novellen. Tartu: Eesti Kirjanikkude Liit 1929. 149 S.)
- Ärigeenius ('Das Geschäftsgenie'. Novellen. Tartu: Eesti Kirjanikkude Liit 1932. 140 S.)